# Kemak (Sprache)
Kemak (Ema, port.:Quémaque) ist die Sprache der Kemak, einer Ethnie im Norden von Zentraltimor.
Zum größten Teil leben sie in den osttimoresischen Gemeinden Bobonaro (43.087 Personen, vor allem in den Verwaltungsämtern Atabae, Cailaco, Maliana) und Ermera (19.370, vor allem im Verwaltungsamt Atsabe). Weitere Kemak-Sprecher leben in den Gemeinden Cova Lima (3.241) und Dili (2.506) und im indonesischen Westteil der Insel. Kemak ist für 68.995 Osttimoresen die Muttersprache.
Kemak ist eine malayo-polynesische Sprache des Timorzweiges. Sie ist nah verwandt mit Tokodede und Mambai. Kemak ist eine der 15 in der Verfassung anerkannten Nationalsprachen Osttimors.

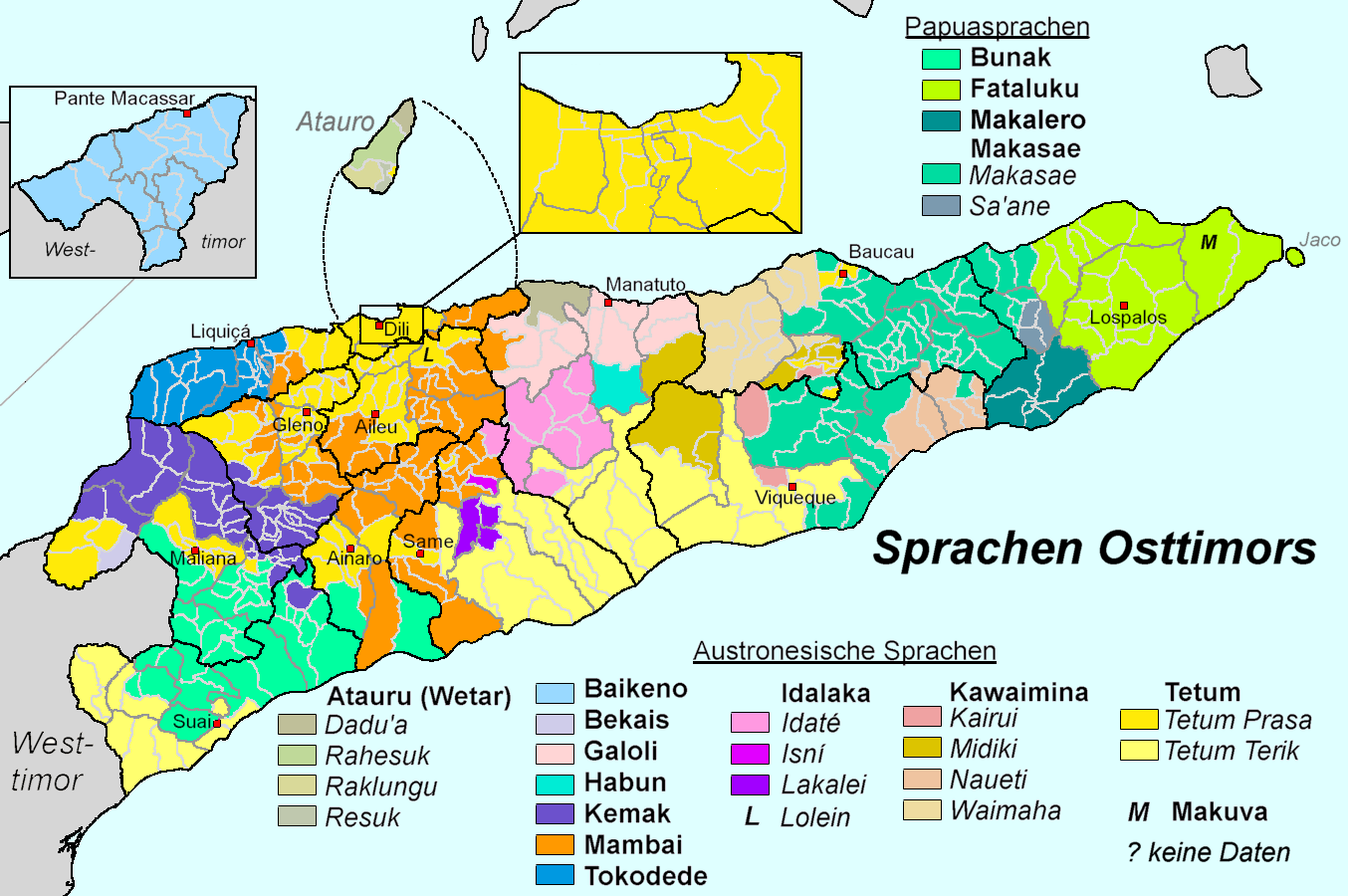
Die größten Sprachgruppen in den Sucos Osttimors.
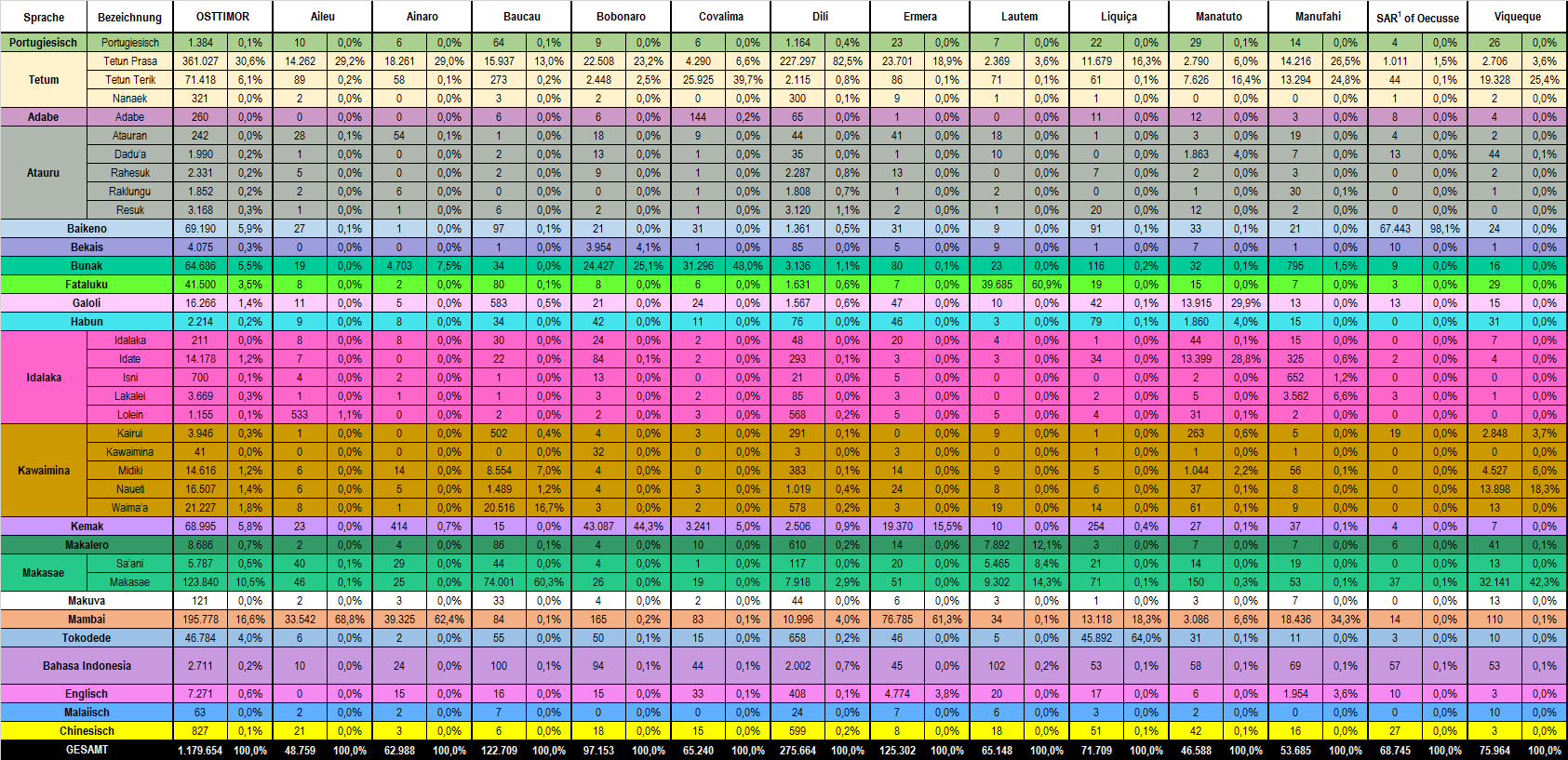
Anzahl der Sprecher der verschiedenen Sprachen in den einzelnen Gemeinden (Stand 2015)
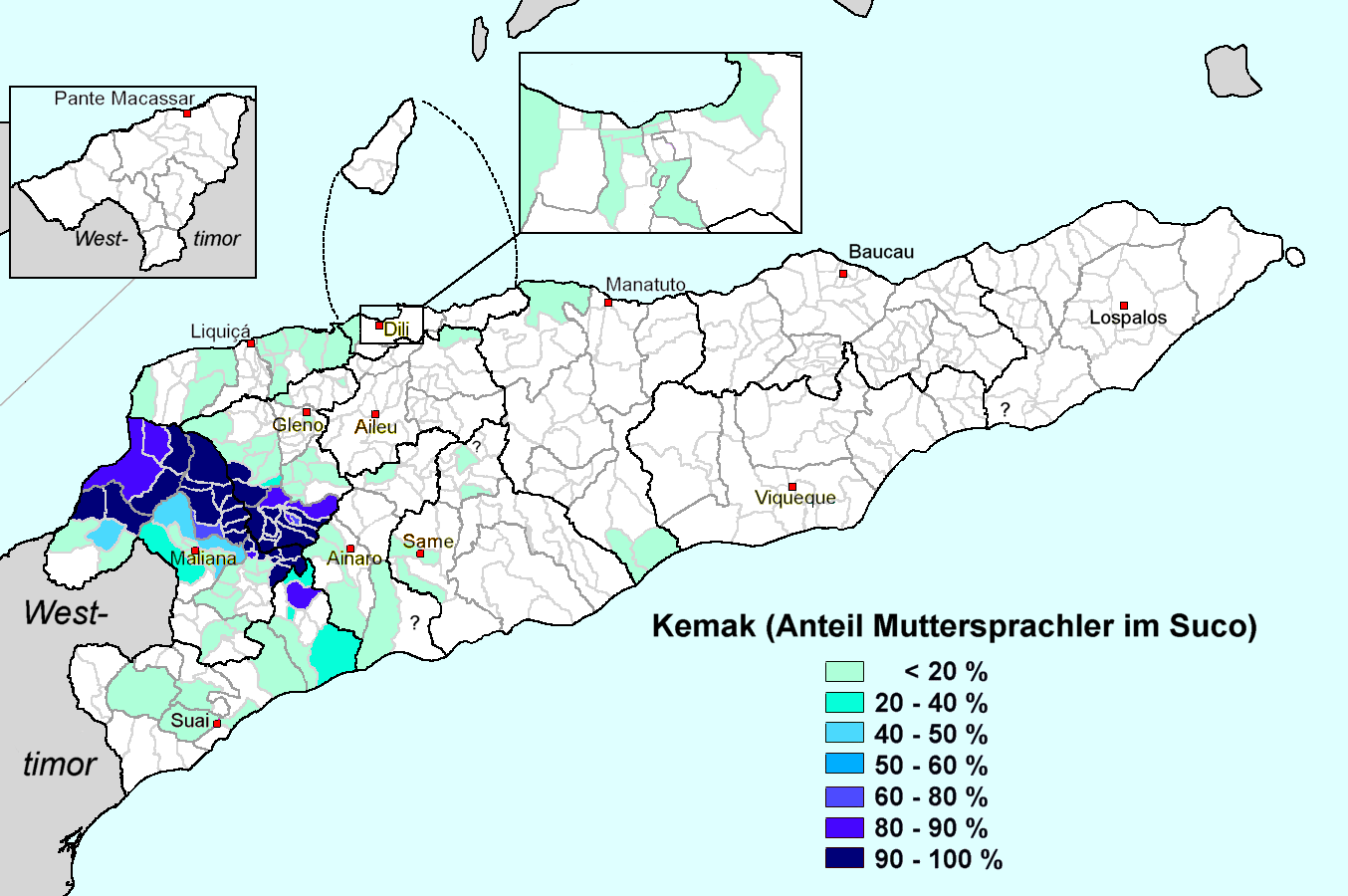
Anteil von Kemak-Muttersprachlern in den Sucos Osttimors

| Zahlen in Kemak |        |
| Zahl            | Kemak  |
| 1               | sia    |
| 2               | rua    |
| 3               | telu   |
| 4               | pata   |
| 5               | lima   |
| 6               | neme   |
| 7               | icu    |
| 8               | balu   |
| 9               | sibe   |
| 10              | sapulu |